# Tinmel
Tinmel of Tin Mel (van het Berberse 'tin' (het of zij) en 'mellel' (wit), Berbers: ⵜⵉⵏⵎⵍ) is een klein dorpje nabij Marrakesh in Marokko.
Tinmel werd in de vroege 12e eeuw gesticht door Ibn Toemart, de stichter van het Almohaden koninkrijk. Die vestigde zich hier, hoog in de bergen, met zijn volgelingen en gebruikte het als basis voor zijn oorlog tegen de heersende Almoraviden.
Tot de inname van Marrakesh in 1147, was het de hoofdstad van de Almohaden. Na 1147 behield het een belangrijke spirituele en artistieke rol binnen het grote koninkrijk. Hier liggen dan ook de graven van de Almohaden heersers. Ook sloegen de Almohaden hier voor het eerst een eigen munt.
De ruïnes behoren tot de vroegste voorbeelden van Almohaden bouwkunst. Vooral de moskee van Tinmel trekt veel bezoekers.